# Max Showalter
Max Showalter, noto anche con lo pseudonimo di Casey Adams (Caldwell, 2 giugno 1917 – Middletown, 30 luglio 2000), è stato un attore statunitense.

## Biografia

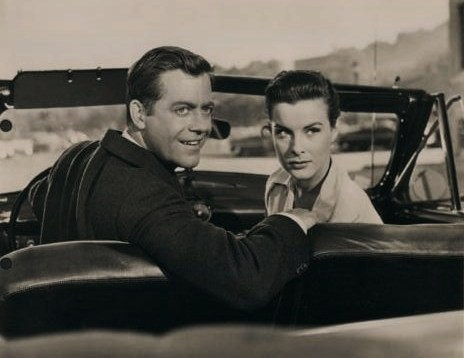
Max Showalter (Casey Adams) con Jean Peters in Niagara (1953)

Dopo aver lavorato per il Casinò di Pasadena dal 1935 al 1938 in 92 spettacoli, debuttò a Broadway, sotto l'ala protettiva di Oscar Hammerstein II, in Knights of Song. Fece parte per due anni del cast del musical This Is the Army. Tra i suoi film, La sua interpretazione più ricordata è in Niagara (1953), nel ruolo di Ray Cutler accanto a Marilyn Monroe. Recitò poi in altri film, fra cui Fermata d'autobus (1956) e Come uccidere vostra moglie (1965), sempre in piccoli ruoli. Circa mille furono le sue apparizioni televisive e negli spettacoli. Oltre ad essere stato attore, è stato anche compositore, cantautore e pianista. Morì nel 2000 nella sua casa nel Connecticut. 

## Filmografia

### Cinema
- Always Leave Them Laughing, regia di Roy Del Ruth (1949)
- La dominatrice del destino (With a Song in My Heart), regia di Walter Lang (1952)
- Uomini alla ventura (What Price Glory), regia di John Ford (1952)
- L'eterna Eva (My Wife's Best Friend), regia di Richard Sale (1952)
- Squilli di primavera (Stars and Stripes Forever), regia di Henry Koster (1952)
- Niagara, regia di Henry Hathaway (1953)
- Destinazione Mongolia (Destination Gobi), regia di Robert Wise (1953)
- Traversata pericolosa (Dangerous Crossing), regia di Joseph M. Newman (1953)
- Hanno ucciso Vicki (Vicki), regia di Harry Horner (1953)
- Gente di notte (Night People), regia di Nunnally Johnson (1954)
- Squadra investigativa (Down Three Dark Streets), regia di Arnold Laven (1954)
- Anatomia di un delitto (Naked Alibi), regia di Jerry Hopper (1954)
- La rosa gialla del Texas (The Return of Jack Slade), regia di Harold D. Schuster (1955)
- Come prima... meglio di prima (Never Say Goodbye), regia di Jerry Hopper (1956)
- L'uomo che uccise il suo cadavere (Indestructible Man), regia di Jack Pollexfen (1956)
- Fermata d'autobus (Bus Stop), regia di Joshua Logan (1956)
- Massacro ai grandi pozzi (Dragoon Wells Massacre), regia di Harold D. Schuster (1957)
- La donna del destino (Designing Woman), regia di Vincente Minnelli (1957)
- Il mostro che sfidò il mondo (The Monster That Challenged the World), regia di Armold Laven (1957)
- L'animale femmina (The Female Animal), regia di Harry Keller (1958)
- Il nudo e il morto (The Naked and the Dead), regia di Raoul Walsh (1958)
- Gli evasi del terrore (Voice in the Mirror), regia di Harry Keller (1958)
- Attenti alle vedove (It Happened to Jane), regia di Richard Quine (1959)
- Il figlio di Giuda (Elmer Gantry), regia di Richard Brooks (1960)
- Ritorno a Peyton Place (Return to Peyton Place), regia di José Ferrer (1961)
- Un pugno di fango (Claudelle Inglish), regia di Gordon Douglas (1961)
- Estate e fumo (Summer and Smoke), regia di Peter Glenville (1961)
- Okay Parigi! (Bon Voyage!), regia di James Neilson (1962)
- Capobanda (The Music Man), regia di Morton DaCosta (1962)
- Smog, regia di Franco Rossi (1962)
- I miei sei amori (My Six Loves), regia di Gower Champion (1963)
- Fammi posto tesoro (More Over, Darling), regia di Michael Gordon (1963)
- Destino in agguato (Fate Is the Hunter), regia di Ralph Nelson (1964)
- Donne v'insegno come si seduce un uomo (Sex and the Single Girl), regia di Richard Quine (1964)
- Come uccidere vostra moglie (How to Murder Your Wife), regia di Richard Quine (1965)
- Lord Love a Duck, regia di George Axelrod (1966)
- A Talent for Loving, regia di Richard Quine (1969)
- I contrabbandieri degli anni ruggenti (The Moonshine War), regia di Richard Quine (1970)
- Rapina record a New York (The Anderson Tapes), regia di Sidney Lumet (1971)
- Le sorelline (Bonnie's Kids), regia di Arthur Marks (1972)
- Sgt. Pepper's Lonely Hearts Club Band, regia di Michael Schultz (1978)
- 10, regia di Blake Edwards (1979)
- In gara con la luna (Racing with the Moon), regia di Richard Benjamin (1984)
- Sixteen Candles - Un compleanno da ricordare (Sixteen Candles), regia di John Hughes (1984)

### Televisione
- The Swift Show – serie TV (1948)
- The Ford Television Theatre – serie TV, episodio 2x33 (1954)
- Mayor of the Town – serie TV, episodio 1x02 (1954)
- Private Secretary – serie TV, episodio 3x11 (1955)
- TV Reader's Digest – serie TV, episodio 1x17 (1955)
- Letter to Loretta – serie TV, 4 episodi (1954-1955)
- The 20th Century-Fox Hour – serie TV, episodio 1x08 (1956)
- Navy Log – serie TV, episodio 1x23 (1956)
- Star Stage – serie TV, episodio 1x27 (1956)
- Texaco Star Theatre Starring Milton Berle – serie TV, episodi 8x3-8x12 (1955-1956)
- Crossroads – serie TV, episodi 1x14-1x32-1x37 (1956)
- General Electric Summer Originals – serie TV, episodio 1x01 (1956)
- The Gale Storm Show: Oh! Susanna – serie TV, episodio 1x03 (1956)
- Schlitz Playhouse of Stars – serie TV, episodi 4x16-6x24 (1954-1957)
- Hawkeye and the Last of the Mohicans – serie TV, episodio 1x01 (1957)
- Il carissimo Billy (Leave It to Beaver) – serie TV, episodio 1x00 (1957)
- Code 3 – serie TV, episodio 1x18 (1957)
- Gunsmoke – serie TV, episodio 3x07 (1957)
- Dr. Hudson's Secret Journal (1957)
- Studio 57 – serie TV, episodi 3x26-4x16 (1957-1958)
- Matinee Theatre – serie TV, episodi 1x84-3x139 (1956-1958)
- Union Pacific – serie TV, episodio 1x10 (1958)
- L'uomo ombra (The Thin Man) – serie TV, episodio 2x19 (1959)
- The David Niven Show – serie TV, episodio 1x06 (1959)
- Markham – serie TV, episodio 1x12 (1959)
- Five Fingers – serie TV, episodio 1x09 (1959)
- The Real McCoys – serie TV, episodio 3x30 (1960)
- Richard Diamond (Richard Diamond, Private Detective) – serie TV, episodio 4x05 (1960)
- The Andy Griffith Show – serie TV, episodio 1x14 (1961)
- Carovana (Stagecoach West) – serie TV, episodio 1x35 (1961)
- Follow the Sun – serie TV, episodio 1x04 (1961)
- Ai confini della realtà (The Twilight Zone) – serie TV, episodio 3x08 (1961)
- Lotta senza quartiere (Cain's Hundred) – serie TV, episodio 1x16 (1962)
- Surfside 6 – serie TV, episodio 2x19 (1962)
- General Electric Theater – serie TV, episodi 7x18-10x23 (1959-1962)
- The Many Loves of Dobie Gillis – serie TV, episodio 3x24 (1962)
- Hawaiian Eye – serie TV, episodio 3x27 (1962)
- Empire – serie TV, episodio 1x09 (1962)
- Sam Benedict – serie TV, episodio 1x20 (1963)
- The New Phil Silvers Show – serie TV, episodio 1x05 (1963)
- Il dottor Kildare (Dr. Kildare) – serie TV, episodi 1x19-3x21 (1962-1964)
- Hazel – serie TV, episodi 2x21-2x23-3x25 (1963-1964)
- Mr. and Mrs., regia di Jack Donohue – film TV (1964)
- Lucy Show (The Lucy Show) – serie TV, episodi 3x4-3x23 (1964-1965)
- Perry Mason – serie TV, 6 episodi (1958-1965)
- Vita da strega (Bewitched) – serie TV, episodio 2x08 (1965)
- The Doris Day Show – serie TV, episodio 2x05 (1969)
- Sulle strade della California (Police Story) – serie TV, episodi 2x14-2x15 (1975)
- Kojak – serie TV, episodio 3x11 (1975)
- How to Succeed in Business Without Really Trying, regia di Burt Brinckerhoff – film TV (1975)
- The Bob Newhart Show – serie TV, episodio 5x15 (1977)
- ABC Weekend Specials – serie TV, episodio 1x01 (1977)
- Quincy (Quincy M.E.) – serie TV, episodio 3x20 (1978)
- The Stockard Channing Show – serie TV, 11 episodi (1980)
- L'incredibile Hulk (The Incredible Hulk) – serie TV, episodi 4x10 (1981)
- A Gun in the House, regia di Ivan Nagy – film TV (1981)
- Love Boat (The Love Boat) – serie TV, episodi 5x27-6x24 (1982-1983)

## Doppiatori italiani
- Stefano Sibaldi in Destinazione Mongolia, Niagara, Gente di notte, Squadra investigativa
- Gianfranco Bellini ne La dominatrice del destino
- Sergio Tedesco in Uomini alla ventura
- Aleardo Ward in Fermata d'autobus
- Renato Turi in Il mostro che sfidò il mondo
- Glauco Onorato in Il nudo e il morto
- Nando Gazzolo in Attenti alle vedove
- Cesare Barbetti in L'animale femmina